# Eupithecia armeniaca
Eupithecia armeniaca es una especie de polilla de la familia Geometridae. La especie fue descrita por primera vez en 1970, con distribución en Rusia,  donde el holotipo, un espécimen macho adulto, fue recolectado en Armenia a 935 metros (3067,6 pies) sobre el nivel del mar.